# 덴마촌 (효고현)
덴마촌(天満村)은 효고현 가코군에 설치되었던 촌이다. 현재의 이나미정에 해당한다.